# Palazzo Farnese

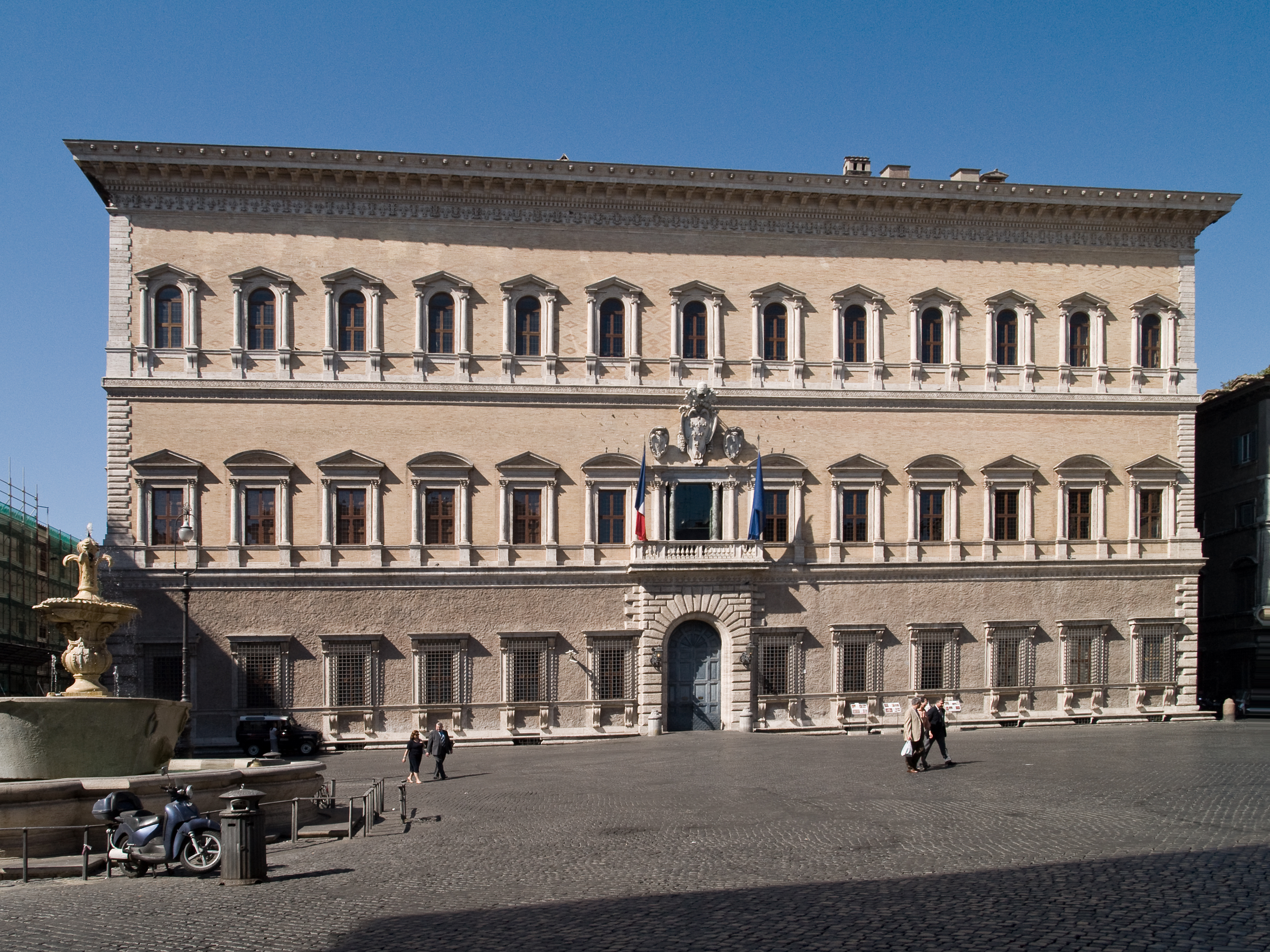
Palazzo Farnese.

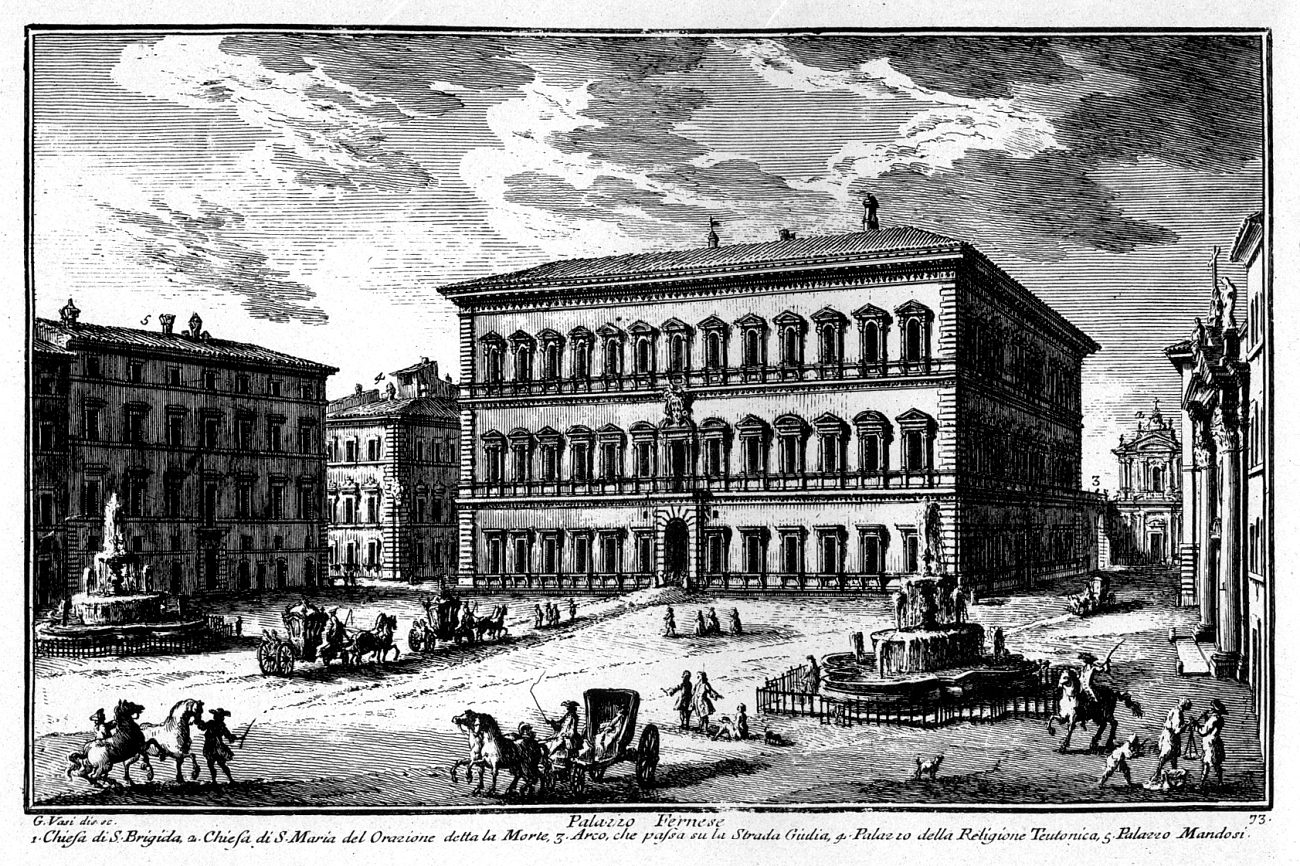
Een 18e-eeuwse gravure van Palazzo Farnese door Giuseppe Vasi.

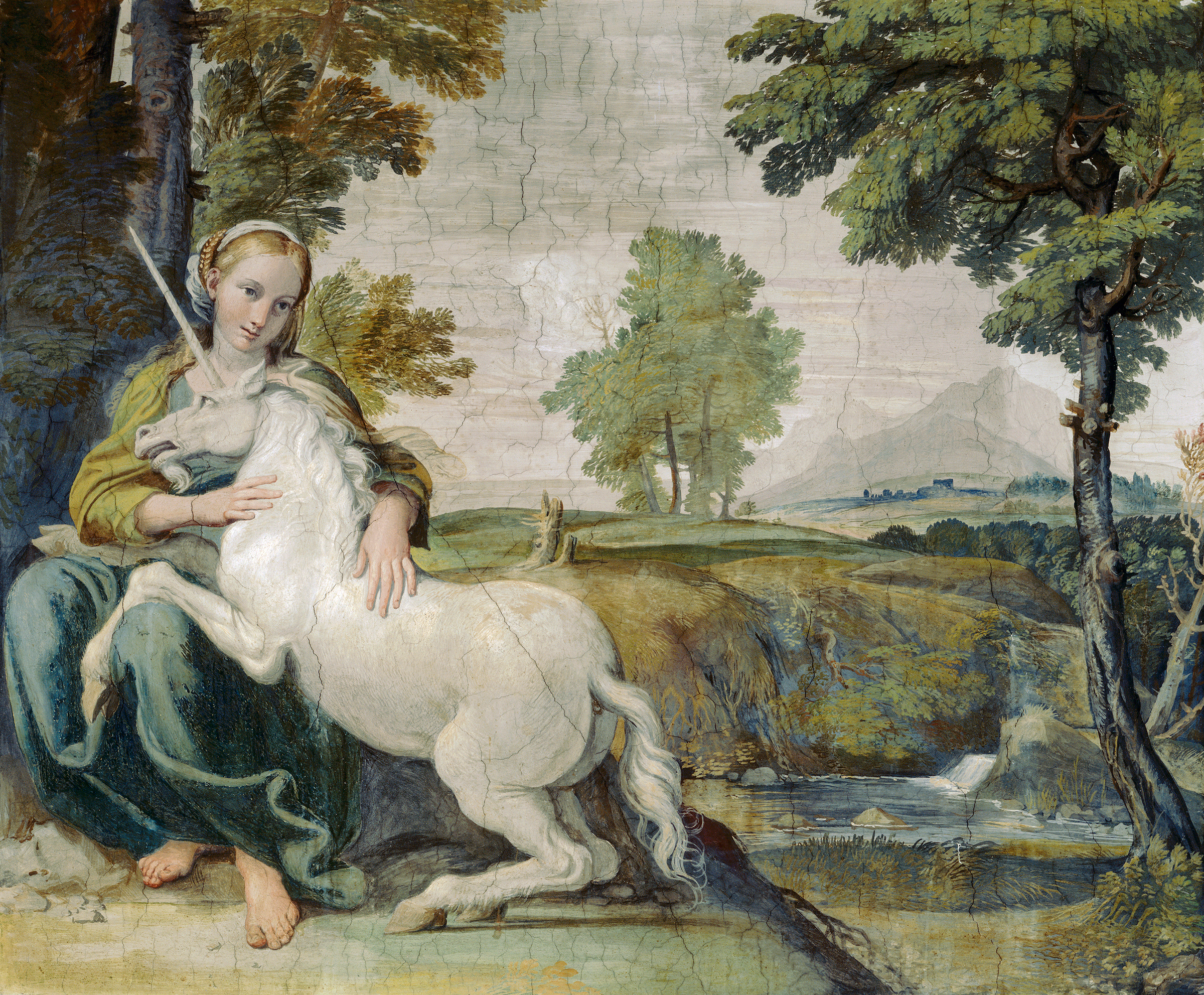
De Heilige Maagd en de eenhoorn, waarschijnlijk van de hand van Domenichino, ca 1602

Palazzo Farnese is een palazzo in Rome, gelegen aan het Piazza Farnese. Het geldt als hoogtepunt van de Italiaanse renaissance. Het paleis werd ontworpen door Antonio da Sangallo in opdracht van Alessandro Farnese, de latere paus Paulus III, die dankzij het feit dat zijn zus Giulia de maîtresse was van Alexander VI op vijfentwintigjarige leeftijd tot kardinaal werd benoemd. Michelangelo werkte mee aan de voltooiing. Palazzo Farnese biedt nu onderdak aan de ambassade van Frankrijk in Italië. De Italiaanse staat blijft eigenaar, maar heeft het gebouw in 1936 in erfpacht gegeven voor 99 jaar tegen een jaarbedrag van 1 lira.

## Trivia
- Ooit bestond het plan om Palazzo Farnese met een brug over de Tiber te verbinden met de Villa Farnesina aan de overkant in Trastevere. Het project is wel gestart, maar nooit voltooid. Het begin van de brug is nog zichtbaar aan de Via Giuglia als Arco Farnese.
- De confrontatie tussen Tosca en politiechef Scarpia uit de opera Tosca van Puccini speelt zich af in Palazzo Farnese.

## Voetnoten
1. ↑  Brève chronologie du Palais Farnèse, Ambassade de France à Rome (geraadpleegd 3 november 2023)